# Câmara dos Representantes da Líbia
Câmara dos Representantes da Líbia ou Conselho dos Deputados (em árabe:  مجلس النواب, Majlis al-Nuwaab) é o órgão legislativo da Líbia constituído por representantes em sua maioria de ideologia liberal.
Assumiu o poder em 4 de agosto de 2014, na sequência de uma eleição em 25 de junho de 2014, substituindo o Congresso Geral Nacional.   O comparecimento às urnas na eleição foi de 18%, abaixo dos 60% da primeira eleição pós-Gaddafi de julho de 2012.  Por causa de preocupações com a segurança a votação não ocorreu em alguns locais. 
O atual presidente do Conselho dos Deputados é Aguila Saleh Issa, que atua tanto como chefe de Estado para a Líbia, como presidente do Conselho unicameral.  Os atuais vice-presidentes da Câmara dos Representantes  são Imhemed Shaib e Ahmed Huma.
Devido à ocupação de Trípoli pelos grupos armados islamistas durante a Segunda Guerra Civil Líbia, o Conselho dos Deputados teve que fugir para Tobruque, no extremo leste do país. Como não havia habitações suficientes, seus membros contrataram uma balsa  de uma empresa de transporte grega, a Elyros da ANEK Lines, para que pudessem viver e se reunir ali.  A presença dos deputados caiu para 115, minando alguma credibilidade da Câmara dos Representantes. 
Seu domínio sobre a Líbia é limitado, pois os deputados do Congresso Geral remanescente, que são em sua maioria de ideologia islamita, se recusaram a desistir de suas posições e se autoproclamaram como o governo legítimo. Apoiado na facção do exército líbio comandada por Khalifa Hafter, tenta  impor seu controle sobre o país conseguindo dominar várias cidades, incluindo Tobruque, onde reside atualmente sua sede. Em paralelo, os parlamentares do Congresso Geral têm contado com armas e com a ajuda de militantes islamitas para controlar a parte ocidental da Líbia, incluindo Trípoli. Este confronto político levou ao ápice da violência na Líbia, surgida como uma das consequências da guerra líbia de 2011, conduzindo a uma nova guerra civil.
A Suprema Corte da Líbia baseada em Trípoli pronunciou-se em 6 de novembro de 2014, declarando que as eleições de junho eram inconstitucionais e que o Conselho dos Deputados deveria ser dissolvido. Para os liberais de Tobruque a medida havia sido tomada pelos juízes sob pressão, dizendo que foi feita "à mão armada"  uma vez que esse órgão se reunia em Trípoli sob controle islamita, assim, manifestou a sua intenção de continuar a exercer a soberania. A comunidade internacional assegurou que consideraria a resolução, apesar de continuar a apoiar a Câmara dos Representantes. Em qualquer caso, o parecer da Suprema Corte não fez nenhuma diferença na dinâmica do conflito, haja vista o conflito deixou a Líbia sem qualquer governo de jure.